# Almeida de Sayago
Almeida de Sayago är en kommun i Spanien.   Den ligger i provinsen Provincia de Zamora och regionen Kastilien och Leon, i den centrala delen av landet, 220 km väster om huvudstaden Madrid. Antalet invånare är 561. Arean är 76 kvadratkilometer.
Terrängen i Almeida de Sayago är platt.